# Chelsea Jaensch
Chelsea Jaensch (* 6. Januar 1985 in Adelaide) ist eine ehemalige australische Leichtathletin, die sich auf den Weitsprung spezialisiert hat.

## Sportliche Laufbahn
Erste internationale Erfahrungen sammelte Chelsea Jaensch im Jahr 2016, als sie bei den Hallenweltmeisterschaften in Portland mit einer Weite von 6,38 m auf den elften Platz gelangte. Im August nahm sie an den Olympischen Sommerspielen in Rio de Janeiro teil und schied dort mit 6,41 m in der Qualifikationsrunde aus. 2019 beendete sie dann ihre aktive sportliche Karriere im Alter von 34 Jahren.
2015 wurde Jaensch australische Meisterin im Weitsprung.